# Contrattilità miocardica

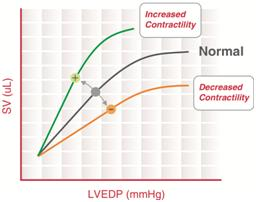
Curve di funzionalità cardiaca che descrivono la variazione di volume sistolico (SV) al variare della pressione telediastolica del ventricolo sinistro (LVEDP, left ventricle end diastolic pressure) in situazioni di contrattilità ridotta e di contrattilità aumentata.

La contrattilità miocardica rappresenta la capacità innata del muscolo cardiaco di contrarsi. Essa è definita come forza generata dalla contrazione cardiaca a parità di precarico, postcarico e frequenza cardiaca ed è il principale indicatore della funzionalità cardiaca.
La capacità di produrre variazioni di forza durante la contrazione, detta anche inotropismo cardiaco, è il risultato dell'incremento della forze di legame tra diversi tipi di filamenti muscolari, ovvero tra i filamenti di miosina (spessi) e quelli di actina (sottili). L'intensità di legame dipende dalla concentrazione di ioni calcio nella cellula. All'interno di un cuore intatto in vivo, essa dipende anche dall'azione del sistema nervoso simpatico che è guidata dal rilascio di catecolamine, processo che determina incrementi della concentrazione di ioni calcio nel citosol delle cellule del muscolo cardiaco. I fattori che causano un aumento della contrattilità agiscono di norma provocando come effetto finale un aumento degli ioni calcio intracellulari (Ca++) durante la contrazione.

## Meccanismi che alterano la contrattilità
L'aumento della contrattilità avviene principalmente aumentando l'ingresso di calcio o mantenendo livelli più alti di calcio nel citosol dei miocardiociti durante un potenziale d'azione. Questo è dovuto a una serie di meccanismi:
- Attivazione simpatica. L'aumento dei livelli circolanti di catecolamine (che possono legarsi ai recettori β-adrenergici) così come la stimolazione da parte dei nervi simpatici (che possono rilasciare noradrenalina che si lega ai recettori β1-adrenergici dei miocardiociti) fa sì che la subunità Gs del recettore attivi l'adenilato ciclasi, portando ad un conseguente aumento di cAMP, che ha una serie di effetti tra cui la fosforilazione del fosfolambano (tramite la protein-chinasi A).
- Fosforilazione del fosfolambano. Quando il fosfolambano non è fosforilato, esso inibisce tonicamente le pompe del calcio che pompano il calcio verso l'interno nel reticolo sarcoplasmatico. Quando viene fosforilato dalla PKA, i livelli di calcio immagazzinati nel reticolo sarcoplasmatico sono aumentati, consentendo il rilascio di un tasso più elevato di calcio alla contrazione successiva. Tuttavia, l'aumento del sequestro del calcio porta anche ad un aumento della lusitropia .
- Sensibilizzazione della troponina C agli effetti del calcio.
- Fosforilazione dei canali del calcio di tipo L. Ciò aumenterà la loro permeabilità al calcio, consentendo l'ingresso di più calcio nei miocardiociti, aumentando la contrattilità.
- Un brusco aumento del postcarico può causare un piccolo aumento dell'inotropia (effetto Anrep) a causa di un meccanismo che non è completamente noto.
- Un aumento della frequenza cardiaca stimola l'inotropia (effetto Bowditch; effetto treppe; fenomeno della scala; inotropia dipendente dalla frequenza). Ciò è probabilmente dovuto all'incapacità della Na+/K+ ATPasi di tenere il passo con l'afflusso di sodio alla più alta frequenza di potenziali d'azione a frequenze cardiache elevate[2]
- Farmaci come i digitalici possono agire come agenti inotropi positivi inibendo la pompa Na+/K+. Questo deriva dal fatto che è necessario un elevato gradiente di concentrazione di Na+ per poter pompare il calcio tramite l'antiporto Na+/Ca++. La parziale inibizione della Na+/K+ ATPasi provoca l'accumulo di sodio all'interno della cellula. L'aumento della concentrazione di Na+ all'interno della cellula farà diminuire leggermente il gradiente dall'interno della cellula verso l'esterno della cellula. Questa azione renderà quindi più difficile per il calcio lasciare la cellula tramite l'antiporto Na+/Ca++ .
- Aumenta la quantità di calcio nel sarcoplasma. Più calcio disponibile va a legare maggiormente la troponina aumentando la forza sviluppata.
- In caso di anossia, ipercapnia (aumento della pressione parziale di CO2) o acidosi, le cellule del cuore non funzioneranno correttamente. Non si formeranno adeguati legami crociati tra i sarcomeri ed il cuore diventerà meno efficiente (portando a insufficienza miocardica) in tale situazione si avrà una caratteristica contemporanea attivazione dei sistemi parasimpatico ed ortosimpatico che comporta una diminuzione della frequenza cardiaca ma un aumento della forza dei singoli battiti, quindi un aumento della contrattilità che durerà fino al sopraggiungere dell'insufficienza cardiaca.

La diminuzione della contrattilità è dovuta principalmente alla diminuzione dell'afflusso di calcio o alla diminuzione dei livelli di calcio nel citosol dei miocardiociti durante un potenziale d'azione. Questo è dovuto a una serie di meccanismi:
- Attivazione parasimpatica. Il parasimpatico agisce mediante il rilascio di acetilcolina che agisce sui recettori muscarinici M2 determinando l'inibizione dell'adenilato ciclasi da parte della subunità alpha della proteina G inibitoria (Gi) e la contemporanea attivazione di canali per il potassio da parte delle subunità beta e gamma in modo tale da spegnere la via del segnale mediato dalla protein chinasi A e di spostare il potenziale di membrana a riposo dei miocardiociti verso valori maggiormente negativi. A livello cardiaco e a riposo il tono parasimpatico risulta ampiamente prevalente su quello ortosimpatico. Ciò è stato dimostrato dal fatto che lo spegnimento farmacologico di entrambe le vie di segnalazione ha come effetto complessivo un notevole aumento della frequenza cardiaca (da circa 60 a circa 100 battiti al minuto). Inoltre il segnale della via parasimpatica è dovuto al rilascio dell'acetilcolina da parte dei neuroni post-gangliari. Essa è rapidamente degradata da parte dell'acetilcolinesterasi post-sinaptica, quindi, in caso di cessazione dello stimolo, gli effetti del parasimpatico verranno a diminuire in maniera più rapida rispetto alla comparsa degli effetti dell'ortosimpatico.
- Perdita di parti del miocardio. Diverse condizioni acute o croniche possono causare la morte o la scarsa funzionalità di porzioni della parete ventricolare, inducendo di conseguenza una riduzione della forza generabile dal miocardio. In tali condizioni, definite anche scompenso cardiaco, il cuore tenderà a lavorare a valori di volume telediastolico maggiori, in modo da poter bilanciare la perdita di contrattilità con un aumento del precarico che secondo la legge di Frank-Starling determinerà un aumento dell'output cardiaco. Tale condizione potrà portare il cuore a lavorare a maggiori tensioni e, pur salvando l'individuo nell'immediato, potrà causare a lungo termine un peggioramento progressivo dello scompenso cardiaco stesso nel quale l'aumento di precarico non riuscirà più a sopperire alla diminuzione di contrattilità.

## Indici di contrattilità
La contrattilità miocardica risulta difficile da esprimere mediante valori numerici che rappresentino range di normalità univoci per soggetti diversi. I principali indici di contrattilità utilizzati sono:
- La massima derivata della funzione pressione-tempo del ventricolo sinistro, comunemente rilevata in ambito di terapia intensiva mediante un catetere arterioso spinto retrogradamente fino al ventricolo sinistro. Risulta il gold standard clinico ma è di difficile applicazione in pazienti non ricoverati in reparti specializzati.
- La frazione di eiezione del ventricolo sinistro (LVEF) corrispondente al rapporto dato dal volume sistolico fratto il volume telediastolico ventricolare. Indicatore meno preciso, rilevabile tramite ecocardiografia e corrispondente ad un valore compreso circa tra il 50% ed il 65% in un soggetto sano a riposo. Diminuzioni di tale valore possono essere indicativi di aumenti del precarico e quindi di una diminuzione della contrattilità. Tuttavia una diminuzione di tale frazione potrebbe essere dovuta anche ad aumenti di postcarico in condizioni di contrattilità invariata.
- Il coefficiente angolare della retta ESPVR (end sistolic pressure/volume ratio, rapporto pressione/volume telesistolico), ovvero della retta che contiene tutti i punti del diagramma pressione-volume del ventricolo sinistro in cui avviene la chiusura della valvola semilunare aortica. Tale coefficiente è il miglior indice di contrattilità ottenibile ma rimane tuttavia valutabile solo in condizioni sperimentali (cuore in vitro).